# Куранта
Куранта (изписва се в партитурите, като corrente, coranto и corant) е име на семейство танци с тривременен метрум от късния Ренесанс и Барока. Днес понякога се използва различен начин на изписване, за да се укаже националността на танца (например италиански правопис за италиански танц), но този подход не може да се счита за меродавен. (Въпреки това, Йохан Себастиан Бах в своите „Клавирни упражнения“, използва именно за да покаже разликата между италианският и френски стил, която действително е откроима.)
„Куранта“ в литературата обозначава бягане, а през Ренесанса започва да придобива смисъл на танц, в чиито стъпки има бързо потичване и подскачане, описани от Туано Арбо (Thoinot Arbeau, 17 март 1520-23 юли 1595), в неговото богато илюстрирано ръководство за танци „Orchésographie“ (1588).
В Der Vollkommene Capellmeister (Хамбург, 1739), немският композитор Йохан Матесон пише: „Движението на курантата преди всичко се характеризира със страст или настроение на сладко очакване. Понякога е прочувствена, друг път дълга и приятна мелодия. Ясна музика в която са вградени надежди“.
Курантата се използва главно през Барока. През тази епоха двата вида са френска и италианска куранта. В танцовите сюити курантата обикновено се поставяла между алемандата и сарабандата, ставайки 2-ра или 3-та част от произведението. В Musicalisches Lexicon (Лайпциг, 1732), Йохан Готфрид Валтер пише, че ритъмът на курантата „абсолютно сериозно трябва да бъде открит.“